# Francesco Graziani (baritono)
Francesco Graziani (Fermo, 26 aprile 1828 – Grottazzolina, 30 giugno 1901) è stato un baritono italiano. Insegnante di canto, venne talvolta indicato come il primo baritono moderno , poiché le sue doti vocali erano adatte per le parti composte da Giuseppe Verdi, con cui ebbe modo di lavorare.

## Vita e carriera
Graziani nacque nel 1828 a Fermo. Studiò con Francesco Cellini e debuttò in Italia nel 1851 a Ascoli Piceno nella Gemma di Vergy di Gaetano Donizetti. 
La stagione successiva cantò a Macerata, interpretando il personaggio di Francesco ne I masnadieri di Verdi.
Graziani apparve anche al teatro Ventadour di Parigi, all'interno del cosiddetto Théâtre de la comédie italienne dal 1853 al 1861; in questa sede si distinse in particolare nelle opere di Verdi, nel ruolo del Conte di Luna ne Il trovatore con Erminia Frezzolini ed Adelaide Borghi-Mamo il 23 dicembre 1854 e di Germont ne La traviata, nel ruolo di protagonista in Rigoletto, e di Renato in Un ballo in maschera .
Nell'estate del 1854, si esibì con la compagnia d'opera italiana di Max Maretzek  a Castle Garden a New York 
Apparve inoltre alla Royal Opera House, Covent Garden di Londra dal 1855 al 1880. 
Il suo debutto in questa sede fu il 26 aprile 1855 nel ruolo di Carlos nell’Ernani di Verdi e vi cantò ancora nel ruolo del conte di Luna ne Il Trovatore di Verdi diretto da Michele Costa, Pauline Garcia-Viardot ed Enrico Tamberlik il 10 maggio, di Riccardo ne I puritani di Vincenzo Bellini il 17 maggio, di Alfonso ne La favorita di Donizetti il 24 maggio, e di Iago nell'Otello di Gioachino Rossini il 7 agosto. 
Interpretò anche il ruolo di Nélusko nella prima a Londra del 1865 de L'africana di Giacomo Meyerbeer. 
Altri ruoli svolti a Londra furono quello di protagonista in Rigoletto, di Renato in Un ballo in maschera, e di Rodrigo in Don Carlo (tutte di Verdi). 
La sua ultima esibizione avvenne come Germont ne La traviata con Adelina Patti il 17 luglio 1880.
Al Théâtre-Italien di Parigi nel 1856 è Figaro ne Il barbiere di Siviglia (Rossini) con la Borghi-Mamo e Giovanni Matteo De Candia e Giorgio Germont ne La traviata con Marietta Piccolomini e De Candia e nel 1858 Plumkett in Martha (opera) con De Candia e Manfredo ne Il giuramento (opera) con Rosina Penco, Marietta Alboni e Lodovico Graziani.
A San Pietroburgo, il 10 novembre 1862, aveva interpretato magistralmente il ruolo di Don Carlos nella prima esecuzione de La forza del destino di Verdi.
Graziani possedeva una gamma vocale molto estesa  e la critica lo apprezzava per la morbidezza, la bellezza e la facilità nel canto, anche se le sue capacità interpretative vennero considerate meno convincenti.
Graziani si trasferì a Berlino, dove divenne insegnante di canto. Tra i suoi allievi vi fu il soprano statunitense Geraldine Farrar 
Morì il 30 giugno 1901 nella sua villa a Grottazzolina.
Durante la sua carriera, Graziani aveva affrontato la forte concorrenza di una serie di altri baritoni italiani. Probabilmente il più grande dei suoi rivali fu il romano Antonio Cotogni, la cui voce era per qualità e gamma simile a quella di Graziani.

## I fratelli Graziani
Francesco Graziani aveva tre fratelli, anch'essi cantanti:
- Giuseppe Graziani (Fermo il 28 agosto 1819 – Porto San Giorgio 6 marzo 1905), fu un basso. Aveva studiato con Saverio Mercadante in Napoli.
- Lodovico Graziani (Fermo, 14 novembre 1820 –15 maggio 1885), fu un tenore e interpretò il ruolo di Alfredo ne La traviata di Giuseppe Verdi a La Fenice.[10]
- Vincenzo Graziani (Fermo 16 febbraio 1836 – 2 novembre 1906), fu anch'egli un baritono. Debuttò nel 1862  come Belcore in L'elisir d'amore di Gaetano Donizetti.